# Боккара, Фрида
Фри́да Боккара́ (фр. Frida Boccara, Danielle Frida Hélène Boccara), 29 октября 1940, Касабланка — 1 августа 1996, Париж) — французская эстрадная певица, победитель I фестиваля песни в Пальма-де-Мальорке в 1964 году (I Festival de la Canción de Mallorca) и конкурса песни Евровидение в 1969 году Обладательница Гран При Академии Шарля Кро (Grand Prix du disque de la Chanson Française), а также Платинового и двух Золотых дисков.

## Биография

### Юность
Родилась в Касабланке в еврейской семье, переселившейся в Марокко из Ливорно. Музыка занимала важное место в жизни Фриды с раннего возраста. В доме Боккара царили творческая атмосфера и любовь к искусству. Бабушка и мама хорошо пели, а дети — Фрида, её брат Роже и сестра Лина, ставшие также впоследствии музыкантами, — охотно учились музыке у итальянского профессора Нино Вернуччио (Nino Vernuccio) — ученика знаменитого пианиста, педагога и композитора Вальтера Вильгельма Гизекинга. В семье Боккара часто устраивались музыкальные вечера, на которых дети c удовольствием музицировали со своими юными друзьями. Вспоминая отроческие годы, в одном из интервью Фрида рассказывала, что очень любила петь, могла это делать с утра до вечера, и всегда закрывала окна, чтобы не мешать соседям.
Получила степень бакалавра, изучая французский, латинский и греческий языки. Параллельно брала уроки классического пения у русской преподавательницы (меццо-сопрано). В это время Фрида исполняла самый разнообразный репертуар: от оперных арий до популярных эстрадных песен. «Дворец наших химер» («Le palais de nos chiméres») Шарля Азнавура была одной из её самых любимых.
Однажды, во время гастрольного выступления в Касабланке группы The Platters, юную Фриду представили композитору и продюсеру коллектива — Баку Рэму. Эта встреча помогла будущей певице поверить в себя и утвердиться в выборе: учиться вокальному искусству.
Классическое музыкальное образование она получила в Париже, поступив в «Малую Консерваторию» (Petit Conservatoire de la chanson de Mireille), основанную (по совету Саша́ Гитри́) в 1955 году популярной певицей, актрисой и композитором Мирей Артюш, передававшей свои знания, опыт и мастерство молодым талантам. Одновременно Фрида занималась в «Аудитории молодых артистов», получая уроки актёрского мастерства, работая над постановкой голоса, дикцией.
В 1959 году, под именем Frida, в серии пластинок Baccara 9, представляющей творческую молодёжь (арт-директор — Мирей Артюш), вышли три песни в исполнении Ф. Боккара: «Mes Frères», «La Chanson d’Orphée» (фр. версия «Manhã de Carnaval» из кинофильма «Чёрный Орфей») и «Babette s’en va-t-en guerre» (песня, на слова Луи Амаде, написана Жильбером Беко — автором музыки к кинокомедии «Бабетта идёт на войну»; в основу песни «Babette s’en va-t-en guerre» положена мелодия марша из этого фильма). На лейбле Marianne Melodie эти песни переизданы в сборниках французского шансона: Mes Chansons préférées : Volume 3 (2009), Les Plus belles chansons célestes (2010) и Le Grand Abécédaire de la Chanson Rétro (2011).

### Начало творческого пути
Творческую деятельность начала, создав трио — с братом и сестрой.
Знакомство с бельгийским актёром, бардом, поэтом Жаком Брелем и участие в 3-х его концертных турах по Франции оказали огромное влияние на дальнейшую артистическую судьбу Фриды. Позже певица включила в свой репертуар несколько песен Бреля (в том числе — «Amsterdam», «Bruxelles», «Ne Me Quitte Pas», «La Quête» (из мюзикла «Человек из Ламанчи», авторы — Джо Дарион и Митч Ли, поэтический перевод на французский язык (L’Homme de La Mancha) — Бреля).
В 1960 г. выходят первые грампластинки Фриды. 29 марта 1961 г. — первое участие в телешоу Rue de La Gaîté с песней «Le Grand Amour».
Интересной и талантливой работой молодой певицы стал трибьют-альбом Frida Boccara & Roger-Roger Orchestre — Quatre Succes De Berthe Sylva (1961, EP). В него вошли четыре песни («On n’a pas tous les jours vingt ans», «Berceuse tendre (Il fait si bon près de toi)», «Les nuits», «Les yeux de Maman») из репертуара Берт Сильвы — популярной певицы 20—30-х годов, яркой представительницы традиции «реалистической песни» (chanson réaliste) в истории французского шансона.

Первый успех пришёл в 1961 г. с песней «Cherbourg Avait Raison» (Ги Маджента — Jacques Larue — Эдди Марнай), которую певица представляла на французском фестивале Coq d’Or de la Chanson Française. После премьеры песни, в этом же году, её включили в свой репертуар известные французские исполнительницы Розали Дюбуа, Мишель Арно, Паташу.
12 января 1964 г. Фрида приняла участие в съёмках для популярного французского телешоу Discorama, исполнив песни «Donna» и «Johnny Guitar».

С песней «Johnny Palmer» из репертуара Damia в апреле 1966 г. выступила в популярной еженедельной программе телевидения Франции Le Palmarès des chansons. Передача открывала широкой телеаудитории имена молодых певцов, соревновавшихся в исполнении шлягеров в сопровождении оркестра под управлением Раймона Лефевра.

### Выступления на европейских фестивалях
В начале 60-х певица успешно выступила на нескольких европейских музыкальных фестивалях и конкурсах:
- в Сан-Ремо — XIV Festival della Canzone Italiana di Sanremo: 30 января — 1 февраля 1964 г., песня «L’ultimo Tram»/«A Mezzanotte)» (издана на пластинке San Remo 1964 (Discos Belter), композитор — Eros Sciorilli, автор текста — Джорджо Калабрезе
- в Пальма-де-Майорка — I Festival de la Canción de Mallorca: 7—12 июля 1964, 1-е место с песней «Quand Palma Chantait» (Jean Claudric — Pierre Cour); под названием «Когда пела пальма» эта песня вышла и на советском миньоне «Поёт Фрида Боккара» (Мелодия 1966, 33Д-00018485/6)
- в Сопоте — Международный фестиваль песни в Сопоте: 6—12 августа 1964, представляла Монако, исполнила песни «Odejdź smutku»/«Ne Parle Pas» (Марек Сарт[пол.] — Jerzy Miller; студийная версия песни вошла в альбом Various Artists: XL-0242, Muza, 1964 — International Festival Of Song Sopot — Polish Hits), «Je Suis Venu De Loin» (Жан-Пьер Кальвет[фр.] — Eddy Mornay) и «Moon» (P. Gosser — H. Lorenc); за исполнение песни «Je Suis Venu De Loin» разделила 5-е место в международном конкурсе с бельгийкой Лили Кастель[7][8]
- в Барселоне — Festival de la Canción Mediterránea:
  - 1963 — песни «Mediterranean skies» (Peter Vernon) и «Qu’en As-tu Fait» (Marc Fontency — Guilles Tudy)[9]
  - 1964 — песни «Tout Ce Que Tu Sais» (Georgie Dann), «Et Tu N’Etais Plus La» (Alex Marco), «Saint Valentin» (Françoise Chaice)[10]
  - 1967 — песня «Le Ciel Et L’oiseau» (Gérard Delord — Клод Нугаро)[11]
- в городе Антиб — Rose d’Or d’Antibes[12]:
  - 1964 — песня «Autrefois» (Jean-Pierre Calvet — Eddy Marnay), 3-е место
  - 1965 — песня «Aujourd’hui» (Жан-Пьер Кальвет[фр.] — Eddy Marnay)

### Успех в Испании
Победа и успешные выступления на конкурсах в Пальма-де-Майорка и Барселоне приносят певице в середине 1960-х большую известность в Испании. Боккара принимает участие в шоу Amigos Del Lunes на испанском телевидении, её песни звучат на радио и издаются на пластинках Discos Belter. Кроме того, она записывает на испанском языке около десятка популярных песен, среди которых:
- всемирно известная «La Casa Del Sol Naciente» («The House of the Rising Sun»),
- песни Шарля Азнавура — «Venecia Sin Ti» («Que c’est triste Venise» (Françoise Dorin — Charles Aznavour) и «A mi hija» («To My Daughter»),
- «La Más Bella Del Baile» (испанская версия песни «La Plus Belle Pour Aller Danser», исполненной Сильви Вартан в музыкальной комедии 1963 года «Ищите кумира» — с участием популярных эстрадных певцов; композитор — Жорж Гарваренц, автор французского текста — Шарль Азнавур),
- «He Sabido Que Te Amaba» (издана в 1964 году на пластинке EP 51.453, Belter) — испанская версия итальянской песни «Ho Capito Che Ti Amo» (Луиджи Тенко — Guiu — Gil), победившей в 1964 году на конкурсе «Festival de la Canción Mediterránea» в Барселоне (в исполнении Эмилио Периколи и Wilma Goich) и вошедшей в итальянский музыкальный фильм 1965 года 008: Operazione ritmo в исполнении автора — Луиджи Тенко),
- «No escuches al idolo» (испанская версия хита Франс Галль «N’écoute pas les idoles», написанного Сержем Генсбуром) и другие.

В 1965 году вышли в свет два совместных миньона Фриды Боккара с испанским певцом Luis Recatero (Columbia SCGE 80948 и Discos Belter 51.532), на которых в ряду песен певицы были записаны также два её дуэта: «Ne Me Quitte Pas» (на французском языке) и «Solo A Ti» (на испанском).
Несколько песен Фриды Боккара, выходивших на пластинках Discos Belter, были переизданы в 2003 г. в альбоме-компиляции Singles Collection: Canta En Español (Audio CD, Spain).

### Гастроли в СССР
В 1966 году Фрида Боккара приехала на гастроли в СССР с программой «Сто один день в Париже» (Les cent et un jours de Paris) и дала серию концертов. Выступления прошли с большим успехом. Продажи пластинок певицы в СССР превысили 1 миллион экземпляров.
Две популярные песни советских композиторов, исполненные певицей на русском языке, вышли на пластинке «Поёт Фрида Боккара» (Мелодия Д-20579/80, 1967): «Белый свет» (музыка Оскара Фельцмана, стихи Михаила Танича и Игоря Шаферана) и «Нежность» (музыка Александры Пахмутовой, стихи — Сергея Гребенникова и Николая Добронравова).
По воспоминаниям семьи певицы, во время её поездки, организованной советскими властями, в закрытый в те времена для иностранцев город Куйбышев (ныне Самара), у Фриды состоялась дружеская встреча (прим.: возможно, это ошибка — скорее всего, встреча состоялась в Звёздном городке) с Алексеем Архиповичем Леоновым — лётчиком-космонавтом СССР, человеком, первым вышедшим в открытый космос. В качестве сувенира космонавт подарил певице балалайку со своим автографом.

### Международная известность
В 1968 г. всемирную известность Фриде Боккара приносит песня «Cent mille chansons» (Eddy Marnay — Мишель Мань).
В конце 60-х — начале 70-х певица участвовала в нескольких международных музыкальных фестивалях и конкурсах:
- в Софии (1967) — ?
- в Брашове — II международный фестиваль Cerbul de aur[16] (Золотой олень): 5—10 марта 1969, отмечена жюри
- в Рио-де-Жанейро — IV Festival Internacional da Canção: конец сентября — начало октября 1969, песня «Les Vertes Collines» (Eddy Marnay — Darry Cowl), 4-е место в международном конкурсе[17]; песню «Cantiga Por Luciana» (Paulinho Tapajós — Эдмундо Соуту[порт.]), исполненную бразильянкой Evinha[порт.] и победившей и в национальном, и в международном разделах конкурса, Фрида включила в свой репертуар
- в городе Сплит — X Festival Zabavne Glazbe Split: 1970, исполнила песни «Zvona Moga Grada» (Звонко Шпишич[хорв.] — Drago Britvić) и «Oko Nas» (Юбер Жиро — Eddy Mornay)[18]
- в Люксембурге — RTL International (международный музыкальный конкурс, проводившийся в период 1969—1972 годов на Radio Luxemburg): 28 октября 1970, песня «Mister Callaghan» (Philippe Monay — Eddy Marnay)
- в Токио — I Международный песенный фестиваль Yamaha: 20—22 ноября 1970, арена Nippon Budokan Hall, песня «L’Amour Est Un Jardin» (Michel Jourdan — Armand Canfora), 8-е место
- в Мехико — I International Popular Song Festival in Mexico: 16—26 апреля 1971, песня «Pour vivre ensemble» (Jean-Michel Braque — Eddy Marnay), 10-е место; в рамках фестиваля Фрида выступила в отдельных концертных программах наряду с такими артистами, как Рэй Коннифф, Поль Мориа, Ричи Хейвенс, Аструд Жилберту и другими)[19]
- в городе Утрехт — Festival d’Utrecht:1971, приз за песню «Un Soleil d’Amour» (Jean-Michel Braque — Eddy Marnay)

### Победа на «Евровидении»
29 марта 1969 года Фрида Боккара стала победительницей на 14-м конкурсе Евровидение в Мадриде, исполнив в сопровождении оркестра под управлением Ф. Пурселя песню «Un Jour, Un Enfant» (Эмиль Штерн — Eddy Marnay) и разделив 1-е место с тремя другими исполнителями — Ленни Кюр, Саломе и Лулу (впервые в истории конкурса четыре участника набрали равное количество очков. Но поскольку существовавшие на то время правила не оговаривали подобных случаев, все четыре страны были объявлены победителями).
Песня «Un Jour, Un Enfant» была записана Фридой Боккара на нескольких языках, стала визитной карточкой певицы до конца жизни. За полгода до смерти, 30 января 1996, в одном из последних выступлений на французском телевидении — в шоу Паскаля Севрана, Фрида, при всём богатстве своего репертуара, исполнила именно её.

### Песни из кинофильмов и мюзиклов
Несколько кавер-версий на музыкальные темы из кинофильмов и мюзиклов вошли в репертуар певицы.
В 1963 году она записала песню «Джонни Гитара» («Johnny Guitar») из одноименного кинофильма 1954 года, исполненную в саундтреке американской джазовой певицей и актрисой Пегги Ли. Авторы песни — Пегги Ли и Виктор Янг, автор фр. текста — Пьер Деланоэ.
У советской публики одной из самых любимых песен, исполненных певицей, была «Мужчина и женщина» («Un Homme et Une Femme») из одноименного кинофильма (1966) режиссёра Клода Лелуша, прозвучавшая в картине в исполнении Николь Круасиль. Песня (музыка — Франсис Ле, слова — Пьер Бару) вышла на советской пластинке «Поёт Фрида Боккара» в 1967 году.
В 1968 году выходит сингл «Cent mille chansons» (композитор — Мишель Мань, автор текста — Эдди Марне) на главную музыкальную тему фильма «Отдых воина» (1962, режиссёра Роже Вадима), в основе которой — музыка Баха (St. Matthew Passion, BWV 244, No.65 Aria (Bass): «Mache Dich, Mein Herze, Rein»). Наибольшую популярность эта песня приобрела в исполнении Боккара, хотя раньше, в 1963 году, её записала популярная бразильская певица и актриса Maysa Matarazzo.
В альбом Un Jour, Un Enfant (1969) вошли 3 кавер-версии: 1. Песня «L' Île Nue» — на основную музыкальную тему японского художественного фильма «Голый остров» (Hadaka No Shima, 1960). Композитор — Хикару Хаяси, автор текста — Eddy Marnay. 2. Знаменитая песня «Les Moulins De Mon Coeur» — французская версия «The Windmills of Your Mind» из фильма «Афера Томаса Крауна» 1968 г.(прозвучавшая в саундтреке в исполнении Ноэля Харрисона). Музыка — Мишеля Леграна, слова — Алана и Мэрилин Бергман, фр. текст — Эдди Марне. 3. «Un Pays Pour Nous» — «Somewhere», — из культовых мюзикла и фильма «Вестсайдская история» (прозвучавшая в саундтреке в исполнении дуэта Jimmy Bryant и Marni Nixon). Композитор — Леонард Бернстайн, автор слов — Стивен Сондхайм, фр. текст — Eddy Marnay.
В 1970 году Фрида записала песню «Venise Va Mourir» (французский текст Эдди Марне) на главную музыкальную тему из фильма «Неизвестный венецианец» (1970, композитор — Стельвио Чиприани), а в 1971 году исполнила её на Каннском кинофестивале.
В 1971 году в альбом Place des Arts `71" (live à Montréal) вошла песня «Laissons Entrer le Soleil» — фр. версия знаменитой «Let the Sunshine In» из бродвейского мюзикла 1967 г. «Волосы» (Hair).
В 1972 году записана (вошедшая в альбом Frida Boccara, LP Canada 1972) песня «Au Matin de Mon Premier Amour» — на одну из музыкальных тем фильма «Анжелика, маркиза ангелов» (1964). Композитор — Мишель Мань.
В 1973 году записан сингл «Il N’y A Pas De Fumee Sans Feu» (стихи Эдди Марне) на музыкальную тему из «Adagio Royal» композитора François De Boisvallée, прозвучавшего в саундтреке одноимённого фильма «Нет дыма без огня» (1973, режиссёр Андре Кайат).
«Un amour impossible» — песня композитора Карло Савина на музыкальную тему к итальянскому художественному фильму La profanazione (1974, режиссёр Tiziano Longo).
В 1974 году Фрида записала песню «Je Me Souviens» (композитор — Нино Рота), в основе которой — одна из музыкальных тем звёздного фильма Федерико Феллини «Амаркорд» (1973).
Песня «Send in the Clowns» (прозвучавшая в исполнении Элизабет Тейлор в фильме «Маленькая серенада» (1977), снятого по одноименному бродвейскому мюзиклу) вошла в альбом An Evening With Frida Boccara (1978 Live at Dallas Brooks Hall, Melbourne, 2 LP Philips). Автор слов и музыки — Стивен Сондхайм.
В 1978 году записана одна из самых красивых песен из репертуара певицы — "L’année où Piccoli jouait… «Les choses de la vie», в основу которой легла музыка Георга Филиппа Телемана (Magnificat G-Dur, «Meine Seele erhebet den Herrn», TWV 9:18). На создание песни Эдди Марне вдохновил кинофильм «Мелочи жизни» (Les Choses de la vie, 1970) режиссёра Клода Соте, с Роми Шнайдер и Мишелем Пикколи — в главных ролях. Песня вошла в альбом певицы L’année Où Piccoli… (1978, LP Philips).
В 1979 году записана песня «Dear Father» из фильма 1973 г. по одноимённой повести Ричарда Баха «Чайка по имени Джонатан Ливингстон» / Jonathan Livingston Seagull (прозвучавшая в картине в исполнении автора Нила Даймонда) и вошедшая в альбом Frida Boccara & De Mastreechter Staar (LP Holland).

### Творческая и общественная деятельность
После победы на Евровидении Фрида Боккара отправляется в мировое гастрольное турне и в течение 4-х лет выступает в 50 странах.
В 1969 году певица получает музыкальную награду Франции — Гран При Академии Шарля Кро (Grand Prix du disque de la Chanson Française) за альбом Un Jour, Un Enfant (1969).
Осенью 1969 года популярный французский шансонье, поэт, композитор Жорж Брассенс пригласил Фриду выступать в 1-м отделении его концертной программы на знаменитой парижской сцене театра Bobino. (Совместные выступления с Брассенсом стали стартовой площадкой для многих молодых талантливых певцов.) В течение месяца их имена были на одной афише. Выступления певицы проходили с большим успехом. Английский поэт и переводчик Джеймс Керкап в статье-некрологе „Frida Boccara“ с теплом вспоминал концертный вечер в старом Bobino, прекрасную молодую марокканку на сцене — Фриду Боккара, а также то, что свою песню „Au Bois De Mon Coeur“ Жорж Брассенс исполнял вместе с ней.

Со временем певица включила в свой репертуар несколько песен Брассенса, в числе которых — „Le Père Noël et La Petite Fille“ и „Молитва“ („La Prière“ (Je vous salue Marie) на стихи французского поэта Франсиса Жамма.
В 1969—1971 годах выходят синглы в Японии и Германии.
 Песня „So Ist Das Leben“ (James Last — Иоахим Бендорф), записанная в 1971 году в Германии с оркестром Джеймса Ласта, также вошла в сборник Die Große & Aktuelle — Starparade 1972, изданный в Австрии (LP 2371 234 A-B, Polydor).
В 1970-е певица практически ежегодно записывает новые альбомы; пластинки издаются во Франции, Канаде, Англии, Швеции, Италии, Испании, Румынии, Польше, Бельгии, Нидерландах, Португалии, Болгарии, Бразилии, Мексике, Австралии, ЮАР…
В разнообразном и богатом репертуаре Фриды Боккара песни таких авторов, как Шарль Азнавур, Мишель Легран, Жорж Брассенс, Франсис Лей, Эдди Марне, Нино Рота, Мишель Мань, Жак Брель, Леонард Бернстайн, André Popp, Shelem Matatyahu, Рэнди Ньюман, Грэм Нэш и многих других. 
Композитор Эдди Марне, с которым Фриду связывали дружба и многолетний творческий союз, поддерживал её на протяжении всей карьеры, был наставником. Также он написал огромное количество текстов к песням, вошедшим в её репертуар.
Jean-Michel Braque — творческий псевдоним брата Роже. Он — автор нескольких песен (на стихи Эдди Марне), принесших Фриде успех, в числе которых: „Trop Jeune ou Trop Vieux“, „Un Soleil d’Amour“, „La Croix, l'Étoile et le Croissant“, „Les Commandements“, „Un Coeur Dans Un Port“, „Pour Vivre Ensemble“ (песня, ставшая в Квебеке в начале 70-х своеобразным гимном молодожёнов), „Ecrit Dans La Pierre“, „Tourterelle“. 
Сестра Лина в течение всей певческой карьеры певицы была её концертмейстером, сопровождая в гастрольных турах по всему миру, и, так же, как брат Роже, написала музыку (на стихи Эдди Марне) к нескольким песням (в числе которых — „Le whisky de papa“, „Ohé-o-ohé“, „Jérémie“, „La Mariée“, „Tristan“ (посвящённую сыну Фриды — Тристану и вошедшую в альбом Oriundi, 1975).
Альбом Oriundi (1975) — плод творческого сотрудничества Эдди Марне, Лины и Роже Боккара.
Значительное место в творчестве певицы, получившей великолепное музыкальное образование, занимали песни, основанные на произведениях классиков: Моцарта, Баха, Брамса, Сметаны, Телемана, Бетховена, Корелли, Вивальди, Вилла-Лобос, Россини, Грига, Элгара. Ярким образцом этого направления стал посмертный альбом-компиляция Un Jour On Vit (CD 1999), в который также вошло несколько неизданных при жизни певицы произведений.
Фрида исполняла песни многих народов мира — от шуточной ирландской до лирической турецкой. Пела на нескольких языках, в том числе — немецком, испанском, русском, итальянском, английском. Выступала в лучших концертных залах 85 стран мира (в их числе Консертгебау в Амстердаме, Place des Arts в Монреале, Sydney Opera House в Сиднее). Особые популярность и признание получила в Канаде (Квебек), Испании, Нидерландах, Советском Союзе, в странах Латинской Америки.
В Канаде она пела в сопровождении Квебекского симфонического оркестра, состоящего из ста музыкантов, под управлением Пьера Дерво. Её пластинки выходили большими тиражами. Также был издан двойной альбом Place des Arts `71» (live à Montréal).
Итогом гастрольного тура в Австралии стал двойной альбом An Evening With Frida Boccara" (1978, Live at Dallas Brooks Hall, Melbourne). По воспоминаниям семьи певицы, о французской интерпретации «Somewhere», — «Un Pays Pour Nous», — темы из мюзикла «Вестсайдская история», исполняемой Фридой в «австралийской» концертной программе, Леонард Бернстайн сказал, что это самая красивая версия его песни, когда-либо слышанная им. Ещё одна концертная версия «Un Pays Pour Nous» 1971 года вошла в «живой» альбом Place des Arts `71.
11 ноября 1971 года в Гааге во Дворце конгрессов (Congresgebouw, The Hague) состоялся гала-концерт, посвящённый 25-летию ЮНИСЕФ. На этом торжестве присутствовали члены королевской семьи: принцесса Нидерландов Беатрикс Вильгельмина Армгард, принц Клаус фон Амсберг и их сын — Виллем-Александр. Фрида Боккара наряду с другими популярными артистами принимала участие в концертной программе, исполнила песню «Cent Mille Chansons».

В Нидерландах певица выступала в сопровождении симфонического оркестра, под управлением композитора и дирижёра Рохира ван Оттерло. В 1979 году вышла её пластинка Frida Boccara & De Mastreechter Staar (LP Holland), записанная со знаменитым мужским хором, ведущим свою историю с 1883 года и состоящим из двухсот человек. Несколько песен из этого альбома были включены и в Proficiat Mastreechter Staar (1983, 2 LP Arrival). В январе 1980 года их выступление транслировалось по телевидению из Eurohal.
В 70—80-е годы певица — частый гость на радио, в шоу и телепрограммах. Очень популярна была в Нидерландах, выступала на KRO-TV, неоднократно принимала участие в шоу Hans van Willigenburg «Vrijdagavond met Van Willigenburg»; в феврале 1978 года участвовала в шоу актрисы и певицы Martine Bijl «Martine» (TROS). Также выступала в популярной программе телевидения Испании 300 millones, выходившей с 1977 по 1983 годы и транслировавшейся на страны Иберо-Америки. Исполнила на испанском языке песни «Un Dia Y Un Niño» («Un Jour, Un Enfant») и «Una Flor Y Una Cancion» («Pour Vivre Ensemble»).
В 1981 году выступила в качестве победителя конкурса Евровидение (1969) на ежегодном фестивале Momarkedet в Норвегии. Также выходила в финальную часть национального отбора Франции к конкурсу Евровидение в 1980 году (песня «Un Enfant de France») и 1981 году (песня «Voila Comment Je T’aime»).
Интересовалась гуманитарными вопросами. Принимала активное участие в акциях ЮНИСЕФ по всему миру.
Умерла от пневмонии в возрасте 55 лет. Похоронена на парижском кладбище Баньё.

### Семья
- Роже Боккара (Roger Boccara) — Jean-Michel Braque — старший брат, музыкант, композитор. Записал несколько сольных дисков[34][35].
- Лина Боккара (Lina Boccara) — младшая сестра, музыкант, автор песен и книги по теории музыки для детей «Maman Apprends Moi Les Notes» (1994).
- Тристан Боккара (Tristan Boccara) — сын Фриды Боккара, певец, музыкант[36].

## Признание

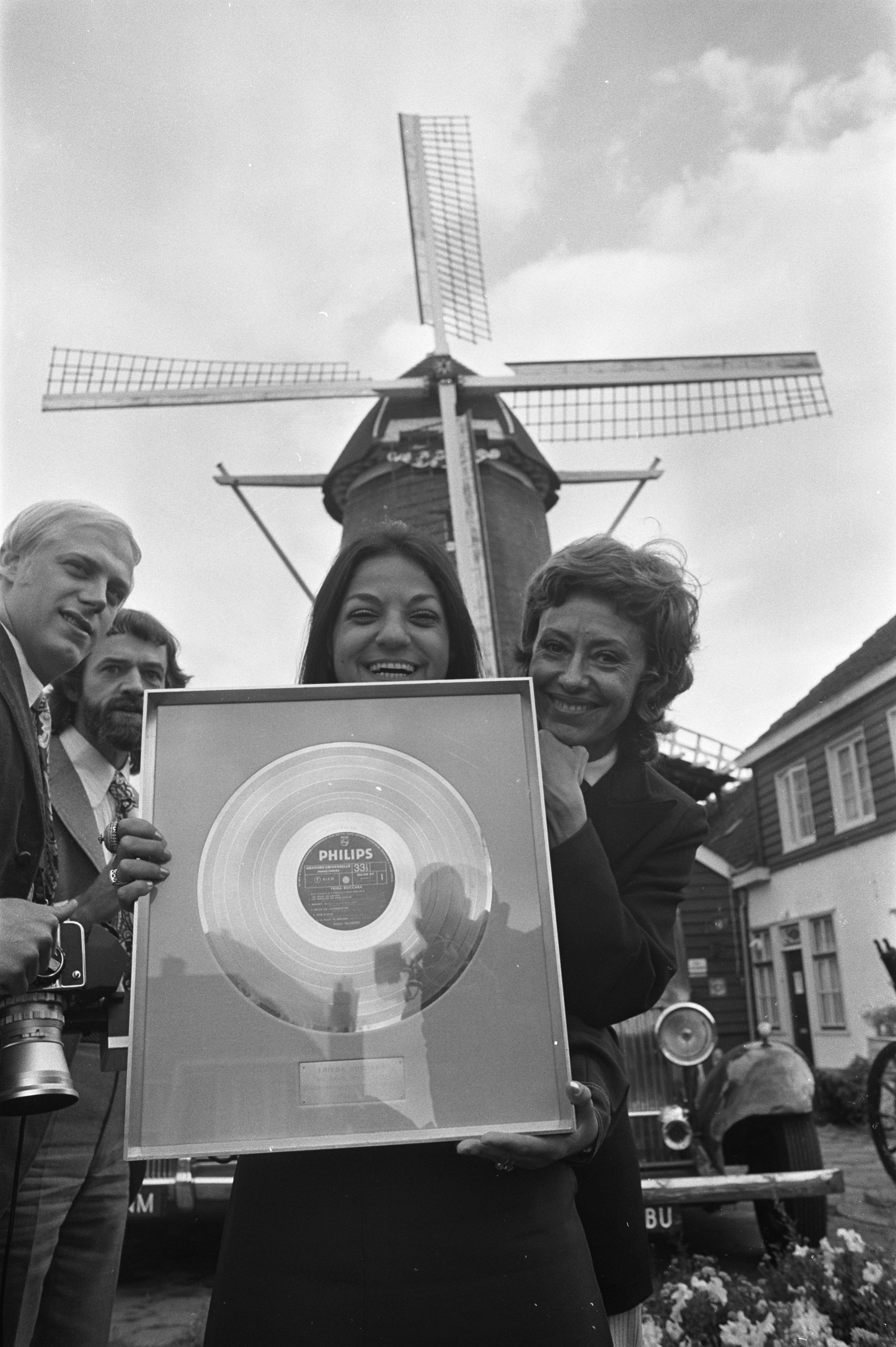
Фрида Боккара и Катерина Валенте (Амстелвен, 13.09.1971)

Дважды удостоена награды Золотой диск: песни «Cent Mille Chansons» (Eddy Marnay — Michel Magne) и «Pour Vivre Ensemble» (Eddy Marnay — Jean-Michel Braque). Один из дисков она получила 13 сентября 1971 г. в Амстелвене — из рук актрисы и певицы Катерины Валенте.
Удостоена награды Платиновый диск.
По воспоминаниям её семьи, была отмечена американской прессой в «компании» с Барброй Стрейзанд и Лайзой Миннелли, как одна из трех выдающихся эстрадных исполнительниц середины 70—80-х. Французский писатель Луи Нусера с восхищением сравнивал чувственный, тёплый и неповторимый голос Фриды со скрипкой в руках великого музыканта, называл голос певицы — голосом глубокой реки…
Фрида Боккара стала кавалером высшей культурной награды Франции — Ордена Искусств и Литературы (Ordre des Arts et des Lettres).
Из воспоминаний семьи певицы:
В День Всех Святых, в Ватикане, Фрида, исполнившая мессу Клода Трене (Claude Trénet, брат знаменитого Шарля Трене), была удостоена премии Кардинала; награждая певицу, он сказал: «Ваше пение вызвало во мне огромное волнение и привнесло то, что более всего необходимо — музыку, дающую силу веры; Ваше пение — словно небесная благодать…». ("Vous m’avez donné une grande émotion, votre voix apporte à la messe ce dont elle a le plus besoin: une musique qui donne de la force à la foi, et quand vous chantez, c’est un peu de ciel qui descend parmi nous… ")

## Дискография
- 1959: «Baccara 9» n° 17 (compilation) Mes Frères/La Chanson d’Orphée (super 45 tours)
- 1960: L’Orgue des amoureux/Le Doux Caboulot (super 45 tours Festival)
- 1960: Verte Campagne/Quand la valse est là/Le Grand Amour/Depuis ce temps-là (super 45 tours Festival)
- 1961: La Seine à Paris/Les Amours du samedi/Les Bohémiens/Jenny (super 45 tours Festival)
- 1961: On n’a pas tous les jours 20 ans/Berceuse tendre/Les Nuits/Les Yeux de maman (super 45 tours Totem)
- 1961: Cherbourg avait raison/Comme un feu/Un jeu dangereux/Tiens, c’est Paris (super 45 tours Festival)
- 1962: Les Trois Mots/Aujourd’hui je fais la fête/Je veux chanter/Je ne peux plus attendre (super 45 tours Festival)
- 1962: Le Ciel du port/Les Portes de l’amour/Ballade pour un poète/D’abord je n’ai vu (super 45 tours Festival)
- 1962: Un premier amour/Bruxelles/L’Homme de lumière/Les Pas (super 45 tours Festival)
- 1962: Java des beaux dimanches/Les Javas/Rose de sang/Quien sabe (Qui peut savoir) (super 45 tours Festival)
- 1963: Moi je n’avais pas compris/J’ai peur de trop t’aimer/On les a attendus/Rien a changé (super 45 tours Festival)
- 1963: Souviens-toi des Noëls de là-bas/Donna/Johnny Guitar/Ballade pour notre amour (super 45 tours Festival)
- 1964: Autrefois/Chaud dans mon cœur/Le Souffle de ma vie/Je suis perdue (super 45 tours Festival)
- 1965: Tous les enfants/Aujourd’hui/Plus jamais/Un jour (super 45 tours Festival)
- 1967: Frida Boccara (33 tours MusiDisc, compilation des années 1961—1965)
- 1969: Un jour, un enfant (33 tours Philips)
- 1969: Les Vertes Collines (33 tours Philips, paru au Brésil seulement)
- 1970: Au pays de l’arbre blanc (33 tours Philips)
- 1971: Pour vivre ensemble (33 tours Philips)
- 1971: Place des Arts 71 (live à Montréal, double 33 tours Philips, réédité en CD en 2006 au Canada seulement)
- 1971: So ist das Leben/Er wird Dir dankbar sein (45 tours Polydor, paru en Allemagne seulement)
- 1972: Rossini et Beaumarchais (33 tours Philips)
- 1972: Frida Boccara (London LFS 9005, LP Canada 1972)
- 1972: Greatest Hits (compilation 33 tours Philips, disque paru aux Pays-Bas seulement)
- 1974: Je me souviens (Mia Malinconia et Je me souviens, version instrumentale, du film Amarcord de Federico Fellini, 45 tours Deram)
- 1975: Oriundi (33 tours London)
- 1976: Valdemosa — Oublier (33 tours Philips)
- 1978: An Evening With Frida Boccara (live en Australie, double 33 tours Philips)
- 1978: L’Année où Piccoli… (33 tours Philips)
- 1979: Un monde en sarabande (33 tours Philips)
- 1979: Frida Boccara & De Mastreechter Staar (33 tours Philips, Holland)
- 1980: Un enfant de France/Écrit dans la pierre (45 tours Philips)
- 1983: Dis-leur/Aime-moi (45 tours Kébec-Disc au Canada et Ariola en France)
- 1984: Cent mille chansons, " Série grandes vedettes " (compilation 33 tours Philips)
- 1988: Témoin de mon amour (33 tours Productions Guy Cloutier, paru au Canada seulement)
- 1988: Liban (VA: 75 artistes pour le Liban; humanitaire)
- 1989: Expression (compilation CD Polygram, 23 titres)
- 1993: Master Série (compilation CD Polygram, 16 titres, disque paru au Québec seulement)
- 1994: Un jour, un enfant (compilation CD Spectrum Music, Karussell France)
- 1997: Frida Boccara (compilation CD Podis, Polygram France, 23 titres)
- 1999: Un jour on vit (CD Disques Yvon Chateigner)
- 1999: Ses premiers succès (compilation CD Disques Yvon Chateigner)
- 2003: Canta en espanol (compilation CD Divucsa Music SA, disque paru en Espagne seulement)
- 2006: Live Place-des-Arts de Montréal (CD XXI-21/Universal Canada, disque paru au Canada seulement)
- 2006: Un sourire au-delà du ciel (CD Édina Music — Nocturne)
- 2007: La Grande Frida Boccara, l’ultime compilation (compilation CD 25 titres XXI-21/Universal Canada, disque paru au Canada seulement)
- 2008: Un enfant de France (CD Édina Music — Nocturne)
- 2010: Les grandes années — 1972—1988 (coffret de trois CD Marianne Mélodie)
- 2010: Collection Chanson Française (compilation CD Disques Mercury)
- Дискография Фриды Боккара на Encyclopédisque
- Дискография Фриды Боккара (denis.schwartz.pagesperso-orange.fr)